# 救世軍清瀬病院
救世軍清瀬病院（きゅうせいぐんきよせびょういん）は、宗教法人救世軍が東京都清瀬市竹丘に設置する病院。

## 概要
ホスピス・緩和ケア病棟25床、療養病棟117床（医療療養74床、介護療養43床）を備える。杉並区の療養所（現救世軍ブース記念病院）に入りきれない結核患者の入院治療を行う用地を、数年かかって調査・検討し、最終的に現在地で1939年に開設し、現在に至る。
公益財団法人日本医療機能評価機構認定病院(3rdG:Ver.1.1(3回目,2017年4月7日認定,2022年2月18日認定有効期限))。

## 診療科
- 内科[3]
- 循環器内科[4]
- 呼吸器内科[4]
- 皮膚科[3]
- リハビリテーション科[3]
- 緩和ケア内科[3]

## 医療機関の認定
- 保険医療機関[3]
- 生活保護法指定医療機関[3]
- 無料低額診療事業実施医療機関[3]
- 日本緩和医療学会認定研修施設[4]

## 交通アクセス
- 西武池袋線「清瀬駅」下車、南口バス2番乗り場より乗車、 「東京病院北」停留所より徒歩1分[5]
- 西武新宿線「久米川駅」下車、「清瀬駅南口行バス 」乗車、「東京病院北」停留所より徒歩1分[5]
- 西武新宿線「花小金井駅」下車、「清瀬駅南口行バス 」乗車、「東京病院北」停留所より徒歩1分[5]

## 周辺
- 独立行政法人国立病院機構東京病院
- 独立行政法人労働者健康安全機構 労働安全衛生総合研究所
- 公益財団法人結核予防会複十字病院